# Les Riceys
Les Riceys är en kommun i departementet Aube i regionen Grand Est (tidigare regionen Champagne-Ardenne) i nordöstra Frankrike. Kommunen ligger  i kantonen Les Riceys som ligger i arrondissementet Troyes. År 2022 hade Les Riceys 1 192 invånare.

## Befolkningsutveckling
Antalet invånare i kommunen Les Riceys
Referens: INSEE